# Kultura (biologie)

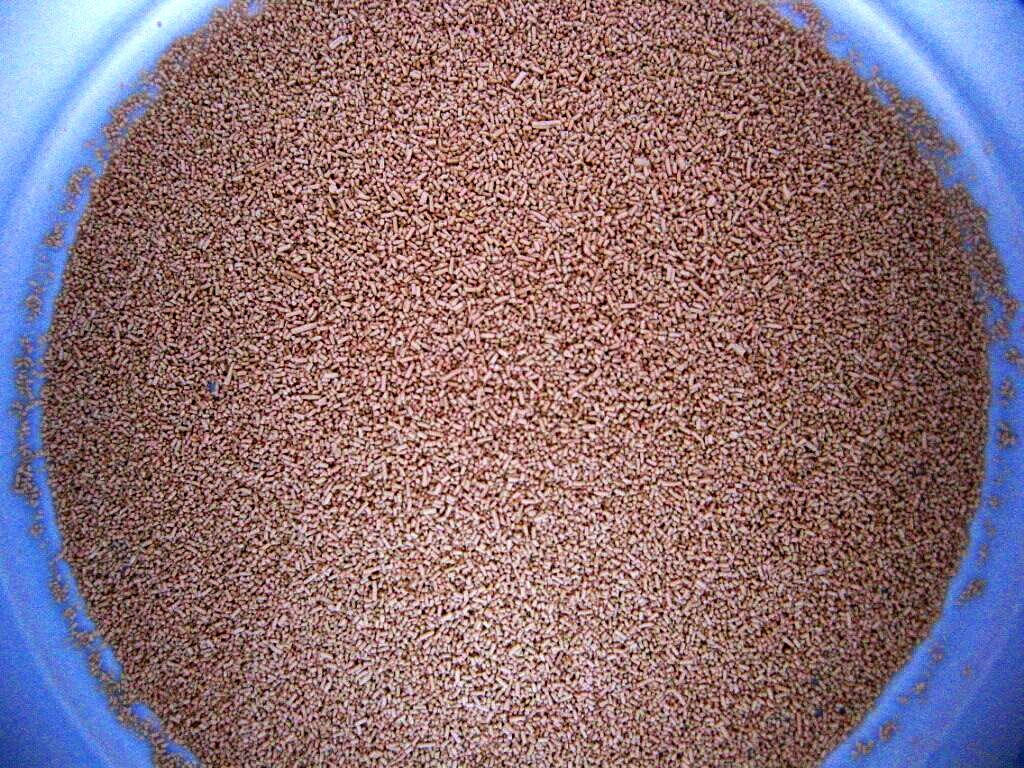
Usušená kvasničná kultura

Kulturou se v biologii označují buňky, tkáně, pletiva, orgány či jednoduché organismy (bakterie, viry apod.) pěstované v umělém prostředí pro pokusné účely. Chovají se ve zkumavkách a podobných nádobách nebo kultivátorech určených k dosažení požadovaného cíle (kultivace). Kultivace slouží k pokusům biologickým, biochemickým (studium biosyntézy, pochodů kvasně-technologických apod.) nebo k výzkumům lékařským (studium vlivu léčiv a záření, mechanismu vzniku zhoubných nádorů, pro diagnostické účely).

## Dělení biologických kultur
1. Kultura čistá – organismy jediného druhu.
2. Kultura smíšená – organismy více druhů.
3. Kultura tkáňová – čili explantát, tkáň přenesená sterilně z organismu do umělých podmínek v prostředí obsahujícím nutné živiny. Používají se nejčastěji tkáně embryonální nebo nádorové, protože mají velkou růstovou schopnost. Dále také rostlinné explantáty.
4. Vodní kultura rostlin – rostliny pěstované nikoli v půdě, ale v minerálních vodných roztocích, v praxi se používají ve sklenících nebo okrasných rostlinách (hydroponie) nebo teoreticky k pěstování řas s vysokou výživovou hodnotou jako doplňkové krmivo.